# Pridigarji
Pridigarji so sedemčlanska ska punk skupina iz Ormoža, ki je nastala leta 1987. So nadaljevanje zasedbe Gnile duše, ene prvih punk skupin v Sloveniji, in hkrati ustanovni člani ormoškega kluba Unterhund.
Pisec tekstov je Davorin Bešvir. Vsa besedila tako Pridigarjev kot Gnilih duš so zbrana v zbirki 100 gaziranih opic, ki je izšla leta 2011 pri Subkulturnem azilu, zavodu za umetniško produkcijo in založništvo v Mariboru.

## Nastopi
Imeli so več kot 400 nastopov, tako v Sloveniji kot v vseh sosednjih državah in državah nekdanje Jugoslavije.
Leta 1993 so prvič koncertirali v Nemčiji v sklopu turneje Slovenia Six pack. Tej so sledile še druge turneje po Evropi: IdiotSKA, DebilSKA, KretenSKA in ImbecilSKA po Nemčiji, Češki, Nizozemski ter Švici. Nastopili so še na priznanem rock festivalu v Ljubljani Novi rock (1997), festivalu Fiju Briju v Zagrebu (1998), na Art & Music festivalu v Puli (1996, 1999), obiskali pa so tudi Klub Studenata Tehnike v Beogradu. Poleti 2002 so koncertirali na festivalu Soča reggae Riversplash. Junija 2008 so sodelovali v radijski glasbeni oddaji Izštekani, avgusta 2009 pa na Grossmannovem festivalu filma in vina.

## Člani

### Trenutni člani
- Davorin Bešvir – vokal, bas kitara
- Domen Obilčnik – kitara
- Kruno Karlovčec – bobni
- Aljoša Širovnik Vičar – klaviature
- Matej Mertik – pozavna
- Sašo Barin Turica – trobenta
- Andrej Rakuša – saksofon

## Glasba
Glasba Pridigarjev je bila uvrščena na številne kompilacijske izdaje: No Border Jam 1–5, Zgaga rock festival, Smeri razvoja, Unterhund – Veselica, OX, Plastic Bomb, Klub K4 1989/99, SLOkompanija, This is Ska in Ska Factor Positive.

### Diskografija
- Zadnji odcep za paleozoik (1990)
- Podvig z napako (1994)
- Počasne preproge (1995)
- Na vrat na nož (1997)
- Idioti v hali slavnih (1999)
- Vse ali več (2002)
- Nizki udarci na visokem nivoju (2011)
- Retro dizajn – kompilacijska LP vinilna plošča (2013)

## Nagrade
- Maršev gojzar (1995) – Skupina leta
- Maršev gojzar (1996) – Skupina leta
- Zlati petelin (1997) – Alternativna rock pesem